# Bărăști (okręg Alba)
Bărăști – wieś w zachodniej Rumunii, w północno-zachodniej części okręgu Alba, w gminie Albac, na obszarze Masywu Biharu. Według stanu na 2002 rok wieś liczyła 159 mieszkańców. W okolicach wsi znajduje się stanowisko wydobycia marmuru.